# 瘤鸭
瘤鸭（学名：Sarkidiornis melanotos）为鸭科瘤鸭属的鸟类。分布于非洲、马达加斯加、斯里兰卡、印度、孟加拉、缅甸、泰国、中南半岛、南美洲以及中国大陆的福建等地，多生活于森林附近的湖沼以及河流。该物种的模式产地在斯里兰卡。

## 亚种
- 瘤鸭指名亚种（学名：Sarkidiornis melanotos melanotos）。分布于非洲、马达加斯加、斯里兰卡、印度、孟加拉、缅甸、泰国、中南半岛以及中国大陆的福建等地。该物种的模式产地在斯里兰卡。[3]
- 原为其亚种，现被视为独立物种。[4]

## 保育狀況
牠們被列為《瀕危野生動植物種國際貿易公約》附錄二的物種，被限制出口及貿易。